# 那須資隆
那須 資隆（なす すけたか）は、平安時代後期の武士。那須氏初代当主。那須与一の父。

## 出自
那須氏は、藤原北家・藤原道長の曾孫で下野国那須郡に下向し、須藤貞信と称した藤原資家を祖とする。以後須藤氏を名乗っていたが、資隆の代から那須氏に改姓したという。

## 略歴
須藤宗資（那須武者所）の子として誕生。
元々、源氏方の武士であった那須氏（須藤氏）は、平治元年（1160年）に勃発した平治の乱において、源義朝に従った須藤資満・資清が敗死している。しかし、資隆の頃には平氏寄りの立場をとったため、義朝の遺児・源頼朝が治承4年（1180年）に伊豆国で挙兵した際も、従ったのは資隆の子のうち十郎為隆と与一（宗隆、のち資隆）のみであり、残り9人の兄達は平氏に与した。
十一男・与一は、治承・寿永の乱の際、源氏方に与し元暦2年/寿永4年（1185年）の屋島の戦いなどで活躍し、兄達を差し置いて那須氏当主となったと伝えられる。四男・福原久隆は那須七騎の一角・下野福原氏の祖であり、十男・為隆は同じく那須七騎・千本氏の祖である。五男・資之は与一の跡をうけて那須氏当主となった。他の子達もそれぞれ那須氏の支族の祖となり、那須氏の発展の礎となった。
4代当主・頼資も資隆の庶子とする説もある。